# Crézancy-en-Sancerre
Crézancy-en-Sancerre ist eine französische Gemeinde mit 425 Einwohnern (Stand: 1. Januar 2022) im Département Cher in der Region Centre-Val de Loire. Sie gehört zum Arrondissement  Bourges und zum Kanton  Sancerre.

## Lage
Crézancy-en-Sancerre liegt etwa 39 Kilometer nordöstlich von Bourges. Umgeben wird Crézancy-en-Sancerre von den Nachbargemeinden Sens-Beaujeau im Norden und Nordwesten, Menetou-Râtel im Norden, Veaugues im Süden, Neuvy-Deux-Clochers im Südwesten sowie Neuilly-en-Sancerre im Westen.

## Bevölkerungsentwicklung
| Jahr                       | 1962 | 1968 | 1975 | 1982 | 1990 | 1999 | 2006 | 2017 |
| Einwohner                  | 635  | 562  | 540  | 511  | 510  | 500  | 508  | 486  |
| Quellen: Cassini und INSEE |      |      |      |      |      |      |      |      |

## Sehenswürdigkeiten
- Kirche Saint-Laurent